# 6 مارس
- السبت
- الأحد
- الاثنين
- الثلاثاء
- الأربعاء
- الخميس
- الجمعة

- 11 رمضان 1446  هـ
- 22 رمضان 1446  هـ
- 33 رمضان 1446  هـ
- 44 رمضان 1446  هـ
- 55 رمضان 1446  هـ
- 66 رمضان 1446  هـ
- 77 رمضان 1446  هـ
- 88 رمضان 1446  هـ
- 99 رمضان 1446  هـ
- 1010 رمضان 1446  هـ
- 1111 رمضان 1446  هـ
- 1212 رمضان 1446  هـ
- 1313 رمضان 1446  هـ
- 1414 رمضان 1446  هـ
- 1515 رمضان 1446  هـ
- 1616 رمضان 1446  هـ
- 1717 رمضان 1446  هـ
- 1818 رمضان 1446  هـ
- 1919 رمضان 1446  هـ
- 2020 رمضان 1446  هـ
- 2121 رمضان 1446  هـ
- 2222 رمضان 1446  هـ
- 2323 رمضان 1446  هـ
- 2424 رمضان 1446  هـ
- 2525 رمضان 1446  هـ
- 2626 رمضان 1446  هـ
- 2727 رمضان 1446  هـ
- 2828 رمضان 1446  هـ
- 2929 رمضان 1446  هـ
- 301 شوال 1446  هـ
- 312 شوال 1446  هـ
- 13 شوال 1446  هـ
- 24 شوال 1446  هـ
- 35 شوال 1446  هـ
- 46 شوال 1446  هـ

6 مارس أو 6 آذار أو يوم 6 \ 3 (اليوم السادس من الشهر الثالث) هو اليوم الخامس والستون (65) من السنة البسيطة، أو اليوم السادس والستون (66) من السنوات الكبيسة وفقًا للتقويم الميلادي الغربي (الغريغوري). يبقى بعده 300 يوم لانتهاء السنة.

## أحداث
- 632 - النبي محمد يُلقي خطبة حجة الوداع.
- 845 - إعدام 42 شخص من وجهاء وزعماء عمورية، بعد رفضهم اعتناق الإسلام.
- 961 - سقوط إمارة إقريطش الإسلامية بعد غزو الروم مدينة ربض الخندق.
- 1204 - نهاية حصار حصن جيلارد [الإنجليزية]
 بانتصار فرنسا على إنجلترا، وتفقد الأخيرة السيطرة على نرمندية نهائياً.
- 1521 - فرديناندو ماجلان يكتشف جزيرة غوام.
- 1665 - هنري أولدنبورغ، أول أمين مشترك للجمعية الملكية، ينشر العدد الأول من المداولات الفلسفية للجمعية الملكية، وهي تعتبر أطول مجلة علمية في العالم.
- 1788 - وصول الأسطول الأول إلى جزيرة نورفولك من أجل تأسيس مستعمرة للمساجين.
- 1799 - نابليون الأول يحتل يافا في فلسطين وجنوده يقومون بقتل أكثر من 2000 أسير ألباني.
- 1831 - طرد الروائي إدغار آلان بو من «أكاديمية ويست بوينت العسكرية».
- 1836 - القوات المكسيكية تستولي على «حصن الألامو» بتكساس وذلك بعد أن تم القضاء على الجنود المدافعين عن الحصن والذي كان عددهم 189 محارب وذلك في معركة إل آلامو.
- 1882 - تأسيس مملكة صربيا.
- 1902 - تأسيس نادي ريال مدريد.
- 1912 - القوات الإيطالية تستخدم المناطيد لأول مرة في تاريخ الحروب، بحيث أسقطت قاذفتان قنابل على المعسكرات القوات العثمانية في جنزور، من ارتفاع 6000 قدم، وذلك أثناء الحرب العثمانية الإيطالية.
- 1943 - إرفين رومل الملقب بثعلب الصحراء يخوض آخر معاركه في شمال إفريقيا، وهي معركة مدنين بالصحراء التونسية.
- 1946 - تأسيس وكالة الدفاع السعودية والتي عرفت فيما بعد بوزارة الدفاع السعودية.
- 1949 - انتهاء حرب فلسطين وذلك بعد قبول مجلس الأمن الدولي لإسرائيل عضواً كاملاً في الأمم المتحدة وقَبول الدول العربية للهدنة الثانية.
- 1957 -
  - وزير الداخلية الإسرائيلي يصدر أمراً نُشر في جريدة القدس اعتبر بموجبه المنطقة المحيطة بسور البلدة القديمة من القدس حديقة عامة، ويدخل في ذلك مقبرتي الرحمة وباب الأسباط.
  - استقلال غانا عن المملكة المتحدة، لتصبح أولى دول جنوب الصحراء تحصل على الاستقلال.
- 1964 -
  - زعيم حركة أمة الإسلام إليجاه محمد يُطلق على بطل الملاكمة كاسيوس كلاي اسم محمد علي ليصير اسمه مُنذ ذلك الوقت.
  - قسطنطين الثاني يتربع على عرش مملكة اليونان، ليصبح آخر ملك يتقلد هذا المنصب.
- 1975 - تسوية النزاع الحدودي بين العراق وإيران.
- 1999 - الشيخ حمد بن عيسى آل خليفة يتسلم الحكم في البحرين خلفاً لوالده الشيخ عيسى بن سلمان آل خليفة.
- 2003 - تحطم رحلة الخطوط الجوية الجزائرية رقم 6289 في مطار أقنار - حاج باي أخاموك في تامنراست، الجزائر، مما أسفر عن مقتل 102 من 103 فرداً على متنها.
- 2014 -
  - علماء يكتشفون عينة حية عمرها 30,000 عام لفيروس بيثو، اعتُبرت أكبر فيروس مكتشف حتى تاريخه.
  - السُلطات الليبيَّة تتسلَّم من النيجر السَّاعدي القذَّافي نجل الزعيم السابق مُعمَّر القذَّافي.
- 2015 - المركبة الفضائية داون التابعة لوكالة ناسا، تتمركز في مدار حول الكوكب القزم سيريس.
- 2023 - فوز حزب الإصلاح بقيادة كايا كالاس بنسبة 31.24% في الانتخابات البرلمانية في إستونيا.

## مواليد
- 1340 - جون غونت، أحد أغنى أغنياء العالم عبر التاريخ.
- 1405 - خوان الثاني، ملك قشتالة.
- 1459 - ياكوب فوغر، مصرفي ألماني.
- 1475 - ميكيلانجيلو، رسام ونحات إيطالي.
- 1483 - فرانتشيسكو غويتشارديني، مؤرخ ورجل دولة إيطالي.
- 1619 - سيرانو دي برجراك، مسرحي فرنسي.
- 1724 - هنري لورنز، سياسي أمريكي.
- 1787 - جوزيف فون فراونهوفر، فيزيائي وعالم بصريات ألماني.
- 1806 - إليزابيث باريت براونينغ، شاعرة إنجليزية.
- 1817 - كليمنتين أميرة أورليان، ابنة الملك الفرنسي لويس فيليب الأول، ووالدة فرديناند الأول ملك بلغاريا.
- 1823 - كارل الأول ملك مملكة فورتمبيرغ.
- 1831 ـ فيليب شيريدان، قائد عسكري أمريكي وأحد قادة الجيش الاتحادي في الحرب الأهلية الأمريكية.
- 1870 - أوسكار شتراوس، مؤلف موسيقى نمساوي.
- 1871 - أفونسو كوستا، رئيس وزراء البرتغال لفترة وجيزة في عام 1917.
- 1892 - بيرت سميث، لاعب كرة قدم إنجليزي.
- 1903 - الإمبراطورة كوجون، قرينة الإمبراطور اليابان هيروهيتو، ووالدة الإمبراطور أكيهيتو.
- 1904 - خوسيه أنطونيو أغيري، أول رئيس لمنطقة إقليم الباسك في إسبانيا.
- 1917 - دونالد ديفيدسن، فيلسوف أمريكي.
- 1921 - فهد بن عبدالعزيز آل سعود، خامس ملوك السعودية.
- 1926 - آلان جرينسبان، رئيس مجلس نظام الاحتياطي الفدرالي الأمريكي.
- 1927 - غابرييل غارثيا ماركيث، أديب كولومبي حاصل على جائزة نوبل في الأدب عام 1982.
- 1950 - هيروتاكا سزوكي، ممثل ياباني.
- 1954 - رزيقة الطارش، ممثلة إماراتية.
- 1962 -
  - أيمن عزب، ممثل مصري.
  - سعاد علي، ممثلة بحرينية.
- 1966 - يحيى عياش، مجاهد فلسطيني.
- 1975 - أراسيلي أرامبولا، ممثلة مكسيكية.
- 1979 - تيم هاوارد، لاعب كرة قدم أمريكي.
- 1980 - سانشيز كريباري، لاعب كرة قدم برازيلي.
- 1981 - إلين موث، ممثلة أمريكية.
- 1982 - أيمن الأعتر، فنان ليبي.
- 1983 - أندرانيك تيموريان، لاعب كرة قدم إيراني.
- 1984 - إسكيل بيدرسن، سياسي نرويجي.
- 1985 - باكاي تراوري، لاعب كرة قدم فرنسي-مالي.
- 1986 -
  - جيك أريتا، لاعب كرة القاعدة أمريكي.
  - ايلي مارينثال، ممثل أمريكي.
  - تشارلي مولغرو، لاعب كرة قدم اسكتلندي.
- 1987 -
  - كيفن برينس بواتينغ، لاعب كرة قدم ألماني-غاني.
  - تشيكو فلوريس، لاعب كرة قدم أسباني.
- 1988 -
  - أغنيس كارلسون، مطربة سويدية.
  - سيمون مينيوليه، لاعب كرة قدم بلجيكي.
  - مارينا إراكوفيتش، لاعبة كرة مضرب نيوزلندية.
- 1989 - أنيشكا رادفانسكا، لاعبة كرة مضرب بولندية.
- 1990 - ديريك دروين، لاعب أوليمبي كندي.
- 1991 - تايلر، ذا كرييتور، مغني راب أمريكي.
- 1994 - ماركوس سمارت، لاعب كرة سلة أمريكي.
- 1995 - إبرام سمير، ممثل مصري.
- 1996 -
  - كريستيان كوليمان، عداء أمريكي.
  - تيمو فيرنر، لاعب كرة قدم ألماني.
- 1997 - جانفي كابور، ممثلة هندية.

## وفيات
- 1040 - ابن الهيثم، عالم رياضيات وبصريات وفلكي وفيزيائي مسلم.
- 1052 - إيما النورماندية، ملكة إنجلترا والدنمارك والنرويج القرينة.
- 1754 - هنري بلهام، رئيس وزراء المملكة المتحدة.
- 1953 - محمود شويل، فقيه ومدرس وصحفي حجازي سعودي.
- 1967 - زولتان كودالي، موسيقي مجري.
- 1973 - بيرل باك، كاتبة أمريكية حاصلة على جائزة نوبل في الأدب عام 1938.
- 1999 - عيسى بن سلمان آل خليفة، أمير دولة البحرين.
- 2005 - هانز بيته، عالم فيزياء أمريكي حاصل على جائزة نوبل في الفيزياء عام 1967.
- 2006 - منير محمد سكر، أحد أبرز قادة سرايا القدس في قطاع غزة، والقائد العام لجيش القدس .
- 2009 - بدر القطامي، رسام تشكيلي كويتي.
- 2011 - يان بوبلوهار، لاعب كرة قدم سلوفاكي.
- 2016 - نانسي ريغان، زوجة رونالد ريغان الرئيس الأربعين للولايات المتحدة الأمريكية.
- 2021 - سوسن ربيع، ممثلة مصرية.
- 2022 - أحمد محمد الخطيب، سياسي كويتي.

## أعياد ومناسبات
- عيد الاستقلال في غانا.
- يوم إل ألامو في تكساس نسبة إلى معركة إل ألامو.

## وصلات خارجية
- وكالة الأنباء القطريَّة: حدث في مثل هذا اليوم.
- النيويورك تايمز: حدث في مثل هذا اليوم.
- BBC: حدث في مثل هذا اليوم.